# ASMR世界巡迴演唱會
ASMR世界巡迴演唱會，是臺灣女歌手張惠妹的第八次大型個人巡迴演唱會。2023年8月，該巡演啟動中國大陸場次，也是她繼2017年後，相隔6年赴陸舉辦演唱會，包括北京、上海、重慶等地。2024年5月11日，演唱会進入戶外升級版《ASMR MAX世界巡迴演唱會》階段。

## 背景
「ASMR」是近幾年來國外很流行的一個名詞，簡單的中文翻譯最常被翻成「顱內高潮」是一種因為聲響造成的自主性感官經絡反應（英語：Autonomous sensory meridian response，縮短簡寫為ASMR）亦稱自發性知覺，是一種通常從頭皮開始，並向下移動到頸後及脊椎上方的發麻感覺。
這種感覺就像aMEI的音樂，她在演唱會上總是可以讓人哭、讓人瘋，出道25的她累積了無數高度傳唱的作品，也成為aMEI演唱會總是精彩可期的保證！這次的演唱會集結了來自海外許多國家的音樂家、編曲、樂手以及製作團隊，將會是一場讓「音樂」當主角的演出！
也會第一次將「沈浸式」的概念在演唱會中展現，讓歌迷有更強烈的感官體驗，也將會演唱會規格推進一個新的里程。

## 發展
2022年4月1日起12場台北小巨蛋「ASMR世界巡迴演唱會」，阿妹經紀人陳鎮川表示，這次演唱會沒特效、沒機關、沒舞者，這次邀請的樂手，有20幾個人來自日本、星馬、巴西、美國、中國大陸，不只樂手的酬勞，排練、正式演出時的吃住開銷，今年又受到疫情影響，有人2月底就得來台進行隔離，以致停留天數增多，加上疫情以致機票貴得嚇人，陳鎮川忍不住哇哇叫，「製作成本真的比往年增加很多」。經紀人陳鎮川透露，張惠妹初期籌備時構思，這次巡演視覺、舞台等軟硬體，以「不要任何看過的」為原則，團隊為此費盡心思設計，從舞台、燈光超出華語歌手規格，總成本超過3億元台幣。硬體規格為小巨蛋歷年之最，舞台上有多面巨型橫幅螢幕，觀眾席上方、左右兩側以及地板皆有巨大的LED屏幕包圍場館，觀眾席上方的燈光也創下場館之最，同時力邀台灣知名電影錄音師杜篤之，為小巨蛋量身定做杜比環繞11.1聲道全音域環場喇叭設計，使聽眾有著環繞包覆的沉浸感受，也是全球第一個納入杜比環繞音效的演唱會。

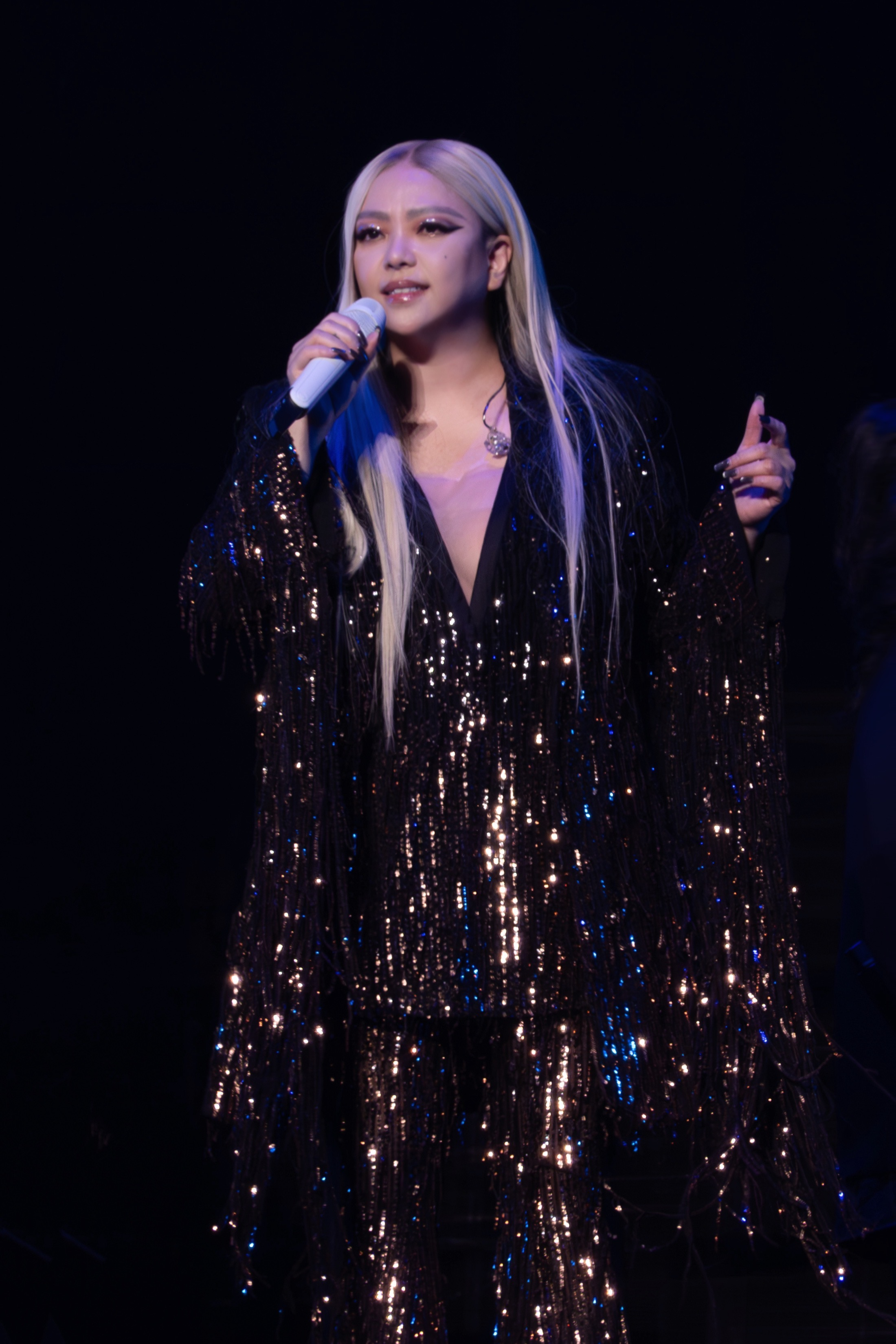
2024年張惠妹ASMR鄭州站

## 商業表現
2022年1月1日，張惠妹《ASMR世界巡迴演唱會》台北小巨蛋12場於週六當日中午12點先開放卡友限量購票，6萬人上線，11秒完售，緊接著下午1點開賣12場，32萬人上線採用實名制搶票，13萬張票在9分鐘內就完售。並創下華語歌手連續場次最高紀錄，粗估總票房收入約新臺幣4億2900萬。3月24日，宣布推出NFT，將送給自4月1日開始在小巨蛋舉辦的「ASMR」演唱會12場共13萬的購票觀眾，每一張票可以獲得一件絕無僅有的NFT作品，這也是張惠妹送給歌迷的大彩蛋、史無前例的紀念品。
2023年1月8日下午，高雄場高雄巨蛋門票正式開賣，近20萬人在線搶11萬張票，並在12分鐘內完售。
2023年3-4月在高雄巨蛋連開10場，單場吸引1.2萬人次觀賞，共吸引12萬人次觀賞，刷新自身以及華語歌手的場次紀錄、人數紀錄，硬體規格為高雄巨蛋歷年之最，造價高達3億台幣，粗估票房進帳3.36億台幣。台北及高雄共22場演唱會票房收入約7.65億，刷新台灣個人歌手一年內舉辦場數最多、人數最多、票房收入最多等紀錄
。

## 獎項
2024 MUSE Design Awards 《ASMR世界巡迴演唱會》獲選概念設計獎-娛樂類別-最高等級Platinum鉑金獎。

## 巡演場次
| 場次 | 日期           | 國家／地區       | 城市               | 場館                                       | 備註                                                   |
| ---- | -------------- | ---------------- | ------------------ | ------------------------------------------ | ------------------------------------------------------ |
| 1    | 2022年4月1日   | 臺灣             | 台北市             | 台北小巨蛋                                 | 首位在台北小巨蛋16天連續舉辦12場售票演唱會的華語女歌手 |
| 2    | 2022年4月2日   | 臺灣             | 台北市             | 台北小巨蛋                                 | [ 19 ]                                                 |
| 3    | 2022年4月3日   | 臺灣             | 台北市             | 台北小巨蛋                                 | [ 20 ]                                                 |
| 4    | 2022年4月5日   | 臺灣             | 台北市             | 台北小巨蛋                                 | [ 21 ]                                                 |
| 5    | 2022年4月6日   | 臺灣             | 台北市             | 台北小巨蛋                                 | [ 22 ]                                                 |
| 6    | 2022年4月8日   | 臺灣             | 台北市             | 台北小巨蛋                                 |                                                        |
| 7    | 2022年4月9日   | 臺灣             | 台北市             | 台北小巨蛋                                 |                                                        |
| 8    | 2022年4月10日  | 臺灣             | 台北市             | 台北小巨蛋                                 | [ 23 ]                                                 |
| 9    | 2022年4月12日  | 臺灣             | 台北市             | 台北小巨蛋                                 |                                                        |
| 10   | 2022年4月13日  | 臺灣             | 台北市             | 台北小巨蛋                                 | [ 24 ]                                                 |
| 11   | 2022年4月15日  | 臺灣             | 台北市             | 台北小巨蛋                                 | [ 25 ]                                                 |
| 12   | 2022年4月16日  | 臺灣             | 台北市             | 台北小巨蛋                                 | [ 26 ]                                                 |
| 13   | 2022年12月11日 | 美国             | 伊利諾州芝加哥     | Hard Rock Live Northern Indiana            | [ 27 ]                                                 |
| 14   | 2022年12月13日 | 美国             | 馬里蘭州           | The Theater at MGM National Harbor         | [ 28 ]                                                 |
| 15   | 2022年12月17日 | 美国             | 紐澤西州大西洋城   | Borgata Event Center                       | [ 29 ]                                                 |
| 16   | 2022年12月24日 | 美国             | 內華達州拉斯維加斯 | Dolby Live at Park MGM                     | [ 30 ]                                                 |
| 17   | 2022年12月25日 | 美国             | 內華達州拉斯維加斯 | Dolby Live at Park MGM                     | [ 31 ]                                                 |
| 18   | 2023年3月31日  | 臺灣             | 高雄市             | 高雄巨蛋                                   | 首位在此場地舉辦10場售票演唱會的歌手                   |
| 19   | 2023年4月1日   | 臺灣             | 高雄市             | 高雄巨蛋                                   | [ 34 ]                                                 |
| 20   | 2023年4月3日   | 臺灣             | 高雄市             | 高雄巨蛋                                   | [ 35 ]                                                 |
| 21   | 2023年4月4日   | 臺灣             | 高雄市             | 高雄巨蛋                                   |                                                        |
| 22   | 2023年4月5日   | 臺灣             | 高雄市             | 高雄巨蛋                                   | [ 36 ]                                                 |
| 23   | 2023年4月8日   | 臺灣             | 高雄市             | 高雄巨蛋                                   |                                                        |
| 24   | 2023年4月9日   | 臺灣             | 高雄市             | 高雄巨蛋                                   | [ 37 ]                                                 |
| 25   | 2023年4月14日  | 臺灣             | 高雄市             | 高雄巨蛋                                   | [ 38 ]                                                 |
| 26   | 2023年4月15日  | 臺灣             | 高雄市             | 高雄巨蛋                                   |                                                        |
| 27   | 2023年4月16日  | 臺灣             | 高雄市             | 高雄巨蛋                                   | [ 39 ] [ 40 ]                                          |
| 28   | 2023年7月7日   | 新加坡           | 新加坡             | 新加坡室内體育館                           | [ 41 ]                                                 |
| 29   | 2023年7月8日   | 新加坡           | 新加坡             | 新加坡室内體育館                           |                                                        |
| 30   | 2023年7月28日  |                  | 維多利亞州墨爾本   | Melbourne Convention and Exhibition Centre | [ 42 ]                                                 |
| 31   | 2023年7月30日  | 新南威爾士州雪梨 | Hordern Pavilion   | [ 43 ]                                     |                                                        |
| 32   | 2023年8月5日   | 中国大陆         | 北京市             | 凯迪拉克中心                               | [ 44 ]                                                 |
| 33   | 2023年8月6日   | 中国大陆         | 北京市             | 凯迪拉克中心                               |                                                        |
| 34   | 2023年8月12日  | 中国大陆         | 上海市             | 梅賽德斯-奔馳文化中心                      | [ 45 ]                                                 |
| 35   | 2023年8月13日  | 中国大陆         | 上海市             | 梅賽德斯-奔馳文化中心                      |                                                        |
| 36   | 2023年8月25日  | 马来西亚         | 吉隆坡聯邦直轄區   | 亞通體育館                                 | [ 46 ]                                                 |
| 37   | 2023年8月26日  | 马来西亚         | 吉隆坡聯邦直轄區   | 亞通體育館                                 |                                                        |
| 38   | 2023年9月16日  | 澳門             | 澳門特別行政區     | 金光綜藝館                                 | [ 47 ]                                                 |
| 39   | 2023年10月27日 | 中国大陆         | 重慶市             | 华熙文化体育中心                           | [ 48 ]                                                 |
| 40   | 2023年10月28日 | 中国大陆         | 重慶市             | 华熙文化体育中心                           |                                                        |
| 41   | 2023年12月2日  | 中国大陆         | 廣東省廣州市       | 廣州寶能觀致文化中心                       | [ 49 ]                                                 |
| 42   | 2023年12月3日  | 中国大陆         | 廣東省廣州市       | 廣州寶能觀致文化中心                       |                                                        |
| 43   | 2023年12月8日  | 中国大陆         | 湖北省武漢市       | 武漢體育中心體育館                         | [ 50 ]                                                 |
| 44   | 2023年12月9日  | 中国大陆         | 湖北省武漢市       | 武漢體育中心體育館                         |                                                        |
| 45   | 2023年12月22日 | 中国大陆         | 廣東省深圳市       | 深圳大運中心體育館                         | [ 51 ]                                                 |
| 46   | 2023年12月23日 | 中国大陆         | 廣東省深圳市       | 深圳大運中心體育館                         |                                                        |
| 47   | 2024年1月6日   | 中国大陆         | 四川省成都市       | 成都華潤東安湖體育館                       | [ 52 ]                                                 |
| 48   | 2024年1月7日   | 中国大陆         | 四川省成都市       | 成都華潤東安湖體育館                       |                                                        |
| 49   | 2024年1月20日  | 中国大陆         | 河南省鄭州市       | 鄭州奧林匹克體育中心體育館                 | [ 53 ]                                                 |
| 50   | 2024年1月21日  | 中国大陆         | 河南省鄭州市       | 鄭州奧林匹克體育中心體育館                 |                                                        |
| 51   | 2024年1月27日  | 中国大陆         | 浙江省杭州市       | 杭州奧林匹克體育中心體育館                 | [ 54 ]                                                 |
| 52   | 2024年1月28日  | 中国大陆         | 浙江省杭州市       | 杭州奧林匹克體育中心體育館                 |                                                        |
| 53   | 2024年4月10日  | 英国             | 倫敦               | 溫布利體育館                               | 非假日開唱                                             |
| 54   | 2024年5月2日   | 日本             | 東京都             | 日本武道館                                 | 首位在此場地連開2場的台灣女歌手                        |
| 55   | 2024年5月3日   | 日本             | 東京都             | 日本武道館                                 |                                                        |

## 曲目列表
- Act 1

1. 母系社會
2. 不顧一切
3. 不要亂說
4. 你想幹什麼
5. 開門見山
6. 偏執面
7. 因為你沒說
8. 藍天／我要快樂
9. 孤單Tequila

- Act 2

1. 你說了算
2. High High High+相愛後動物感傷+So Good
3. 好膽你就來
4. 姐妹+来大巴六九
5. 彩虹

- Act 3

1. 難搞
2. 三月
3. 我最親愛的
4. 掉了
5. 身後
6. 連名帶姓
7. 如果你也聽說／原來你什麼都不要／記得
8. 聽海

- Act 4

1. 傲嬌
2. Bad Boy
3. 黑吃黑
4. Yes Or No
5. 薇多莉亞的秘密+牙買加的檳榔
6. 渴了
7. 三天三夜

- Act 1

1. 母系社會
2. 不要亂說
3. 你想幹什麼
4. 開門見山
5. 連名帶姓
6. 孤單Tequila

- Act 2

1. 你說了算
2. High High High+相愛後動物感傷+So Good
3. 好膽你就來
4. 如果你也聽說
5. 原來你什麼都不要
6. 記得
7. 聽海
8. 姐妹+来大巴六九
9. 彩虹
10. 我最親愛的
11. 身後

- Act 3

1. 傲嬌
2. 薇多莉亞的秘密+牙買加的檳榔
3. Bad Boy
4. 黑吃黑
5. Yes Or No
6. 渴了
7. 三天三夜

- Act 1

1. 血腥愛情故事
2. 當我開始偷偷地想你
3. 不要亂說
4. 你想幹什麼
5. 開門見山
6. 偏執面
7. 無悔
8. 不像個大人
9. 孤單Tequila

- Act 2

1. 你說了算
2. High High High+相愛後動物感傷+So Good
3. 好膽你就來
4. 姐妹+来大巴六九
5. 彩虹

- Act 3

1. 離別總是那麼突然
2. 過不去
3. 靈魂盡頭／身後
4. 連名帶姓
5. 藍天／人質
6. 聽海／真實

- Act 4

1. 傲嬌
2. 薇多莉亞的秘密+牙買加的檳榔
3. Bad Boy
4. 永遠的快樂
5. Yes Or No
6. 我要飛
7. 渴了
8. 三天三夜

- Encore

1. 灰姑娘（4/16）
2. 真實（4/16）

- Act 1

1. 血腥愛情故事
2. 當我開始偷偷地想你
3. 不要亂說
4. 你想幹什麼
5. 開門見山
6. 無悔
7. 我要快樂
8. 孤單Tequila

- Act 2

1. 你說了算
2. High High High+相愛後動物感傷+So Good
3. 好膽你就來
4. 姐妹+来大巴六九
5. 彩虹

- Act 3

1. 離別總是那麼突然
2. 我依然是你的情人（7/7清唱）
3. 掉了
4. 身後
5. 連名帶姓
6. 如果你也聽說
7. 記得
8. 原來你什麼都不要

- Act 4

1. 傲嬌
2. 薇多莉亞的秘密+牙買加的檳榔
3. Bad Boy
4. Yes Or No
5. 渴了
6. 三天三夜

- Act 1

1. 血腥愛情故事
2. 當我開始偷偷地想你
3. 不要亂說
4. 你想幹什麼
5. 開門見山
6. 無悔
7. 我要快樂
8. 孤單Tequila

- Act 2

1. 你說了算
2. High High High+相愛後動物感傷+So Good
3. 好膽你就來
4. 連名帶姓
5. 如果你也聽說／人質
6. 記得
7. 原來你什麼都不要
8. 姐妹+来大巴六九
9. 彩虹

- Act 3

1. 傲嬌
2. 薇多莉亞的秘密+牙買加的檳榔
3. Bad Boy
4. Yes Or No
5. 渴了
6. 三天三夜

- Act 1

1. 血腥愛情故事
2. 當我開始偷偷地想你
3. 不要亂說
4. 不顧一切
5. 你想幹什麼
6. 無悔
7. 我要快樂
8. 孤單Tequila

- Act 2

1. 你說了算
2. High High High+相愛後動物感傷+So Good
3. 好膽你就來
4. 姐妹+来大巴六九

- Act 3

1. 離別總是那麼突然
2. 身後
3. 掉了
4. 連名帶姓
5. 人質／如果你也聽說
6. 記得
7. 原來你什麼都不要

- Act 4

1. 傲嬌
2. 薇多莉亞的秘密+牙買加的檳榔 (8/5）
3. Bad Boy
4. Yes Or No
5. 我要飛（8/6）
6. 渴了
7. 三天三夜

- Act 1

1. 血腥愛情故事
2. 當我開始偷偷地想你
3. 不要亂說
4. 不顧一切
5. 你想幹什麼
6. 無悔
7. 我要快樂
8. 孤單Tequila

- Act 2

1. 你說了算
2. High High High+相愛後動物感傷+So Good
3. 好膽你就來
4. 姐妹+来大巴六九

- Act 3

1. 離別總是那麼突然
2. 身後
3. 掉了
4. 連名帶姓
5. 人質／如果你也聽說
6. 記得
7. 原來你什麼都不要

- Act 4

1. 傲嬌
2. Bad Boy
3. Yes Or No
4. 渴了
5. 我要飛
6. 三天三夜

- Act 1

1. 血腥愛情故事
2. 當我開始偷偷地想你
3. 不要亂說
4. 你想幹什麼
5. 開門見山
6. 無悔
7. 我要快樂
8. 孤單Tequila

- Act 2

1. 你說了算
2. High High High+相愛後動物感傷+So Good
3. 好膽你就來
4. 姐妹+来大巴六九

- Act 3

1. 離別總是那麼突然
2. 身後
3. 掉了
4. 解脫+彩虹（8/26清唱）
5. 連名帶姓
6. 如果你也聽說／我可以抱你嗎
7. 記得
8. 原來你什麼都不要

- Act 4

1. 傲嬌
2. Bad Boy
3. Yes Or No
4. 渴了
5. 我要飛
6. 三天三夜

- Act 1

1. 血腥愛情故事
2. 當我開始偷偷地想你
3. 不要亂說
4. 你想幹什麼
5. 開門見山
6. 無悔
7. 我要快樂
8. 孤單Tequila

- Act 2

1. 你說了算
2. High High High+相愛後動物感傷+So Good
3. 好膽你就來
4. 姐妹+来大巴六九
5. 彩虹

- Act 3

1. 離別總是那麼突然
2. 身後
3. 掉了
4. 連名帶姓
5. 我可以抱你嗎
6. 記得
7. 原來你什麼都不要

- Act 4

1. 傲嬌
2. Bad Boy
3. Yes Or No
4. 渴了
5. 我要飛
6. 三天三夜

- Act 1

1. 血腥愛情故事
2. 當我開始偷偷地想你
3. 不要亂說
4. 不顧一切
5. 你想幹什麼
6. 無悔
7. 我要快樂
8. 孤單Tequila

- Act 2

1. 你說了算
2. High High High+相愛後動物感傷+So Good
3. 好膽你就來
4. 姐妹+来大巴六九

- Act 3

1. 離別總是那麼突然
2. 身後
3. 掉了
4. 連名帶姓
5. 我可以抱你嗎／人質
6. 記得
7. 原來你什麼都不要

- Act 4

1. 傲嬌
2. Bad Boy
3. Yes Or No
4. 渴了
5. 我要飛
6. 三天三夜

- Act 1

1. 血腥愛情故事
2. 當我開始偷偷地想你
3. 不要亂說
4. 不顧一切
5. 你想幹什麼
6. 無悔
7. 我要快樂
8. 孤單Tequila

- Act 2

1. 你說了算
2. High High High+相愛後動物感傷+So Good
3. 好膽你就來
4. 姐妹+来大巴六九

- Act 3

1. 離別總是那麼突然
2. 身後
3. 掉了
4. 連名帶姓
5. 我可以抱你嗎
6. 記得
7. 原來你什麼都不要

- Act 4

1. 傲嬌
2. Bad Boy
3. Yes Or No
4. 渴了
5. 我要飛
6. 三天三夜

- Act 1

1. 血腥愛情故事
2. 當我開始偷偷地想你
3. 不要亂說
4. 不顧一切
5. 你想幹什麼
6. 無悔
7. 我要快樂
8. 孤單Tequila

- Act 2

1. 你說了算
2. High High High+相愛後動物感傷+So Good
3. 好膽你就來
4. 姐妹+来大巴六九

- Act 3

1. 離別總是那麼突然
2. 身後
3. 掉了
4. 連名帶姓
5. 人質／我可以抱你嗎
6. 記得
7. 原來你什麼都不要

- Act 4

1. 傲嬌
2. Bad Boy
3. Yes Or No
4. 渴了
5. 我要飛
6. 三天三夜

- Act 1

1. 血腥愛情故事
2. 當我開始偷偷地想你
3. 不要亂說
4. 不顧一切
5. 你想幹什麼
6. 無悔
7. 我要快樂
8. 孤單Tequila

- Act 2

1. 你說了算
2. High High High+相愛後動物感傷+So Good
3. 好膽你就來
4. 姐妹+来大巴六九

- Act 3

1. 離別總是那麼突然
2. 身後
3. 掉了
4. 連名帶姓
5. 我可以抱你嗎
6. 如果你也聽說
7. 記得

- Act 4

1. 傲嬌
2. Bad Boy
3. Yes Or No
4. 渴了
5. 我要飛
6. 三天三夜

- Act 1

1. 血腥愛情故事
2. 當我開始偷偷地想你
3. 不要亂說
4. 不顧一切
5. 你想幹什麼
6. 無悔
7. 我要快樂
8. 孤單Tequila

- Act 2

1. 你說了算
2. High High High+相愛後動物感傷+So Good
3. 好膽你就來
4. 姐妹+来大巴六九

- Act 3

1. 離別總是那麼突然
2. 身後
3. 掉了
4. 連名帶姓
5. 人質
6. 如果你也聽說
7. 記得

- Act 4

1. 傲嬌
2. Bad Boy
3. Yes Or No
4. 渴了
5. 我要飛
6. 三天三夜

- Encore

1. 聽海（1/28）

- Act 1

1. 血腥愛情故事
2. 當我開始偷偷地想你
3. 不要亂說
4. 你想幹什麼
5. 開門見山
6. 我可以抱你嗎
7. 我要快樂
8. 孤單Tequila

- Act 2

1. 你說了算
2. High High High+相愛後動物感傷+So Good
3. 好膽你就來
4. 連名帶姓
5. 記得
6. 如果你也聽說
7. 離別總是那麼突然
8. 掉了
9. 姐妹+来大巴六九
10. 彩虹

- Act 4

1. 傲嬌
2. Bad Boy
3. Yes Or No
4. 渴了
5. 我要飛
6. 三天三夜

- Act 1

1. 血腥愛情故事
2. 當我開始偷偷地想你
3. 不要亂說
4. 開門見山／一
5. 你想幹什麼
6. 無悔／人質
7. 我要快樂
8. 孤單Tequila

- Act 2

1. 你說了算
2. High High High+相愛後動物感傷+So Good
3. 好膽你就來
4. 姐妹+来大巴六九
5. 彩虹

- Act 3

1. 離別總是那麼突然
2. 身後／我最親愛的
3. 掉了／如果你也聽說
4. 連名帶姓
5. 人質
6. 記得
7. 原來你什麼都不要

- Act 4

1. 傲嬌
2. Bad Boy
3. Yes Or No
4. 渴了
5. 我要飛
6. 三天三夜

## 嘉賓
| 日期          | 國家／地區 | 城市 | 嘉賓                                     | 表演歌曲             |
| ------------- | ---------- | ---- | ---------------------------------------- | -------------------- |
| 2022年4月3日  | 臺灣       | 台北 | 魏景胤（素人）                           | 《一眼瞬間》         |
| 2022年4月6日  | 臺灣       | 台北 | 洪聖鈞（素人）                           | 《If Only》          |
| 2022年4月10日 | 臺灣       | 台北 | 吳鎮安（素人）                           | 《不該》             |
| 2022年4月13日 | 臺灣       | 台北 | 徐浩敏（素人）                           | 《最愛的人傷我最深》 |
| 2022年4月16日 | 臺灣       | 台北 | 阿拉斯（柯旭恩，歌手、主持人、Youtuber） | 《對等關係》         |

## 部分幕後人員名單
- 出品：聲動娛樂[63]

- 經紀人：陳鎮川

- 執行經紀：林家瑩

- 企劃製作：源活娛樂、YASSS！亞斯娛樂

- 製作人：aMEI

- 監製：陳鎮川

- 導演：Evan Wu

- 製作統籌：洪冠喬

- 製作協力：林筳葦

- 製作團隊：胡順凱、張晏慈、龔萬芳

- 巡迴經理、演出行政：葛紀倫

- 巡迴經紀：上引娛樂、電光石火

- 唱片公司：EMI環球音樂

- Music Director：Martin Tang

- 藝術總監：Evan Wu

- 道具設計：李權源、曾敬之

- 工程總監：古學林、曾漢堂

- 舞台設計：黎仕祺

- 舞台助理設計：蔡茵涵

- 燈光設計：司徒小波

- 燈光協力：許志瑜、溫梓洋

- 鐳射設計：林耀忠

- FOH Engineer：高間秀樹

- 日文翻譯：王儷雅、何軍

- Monitor Engineer：陳其堯（阿堯）

- Engineer Roadie：林禹丞（喬喬）

- 視覺設計：邱煥升（邱董）

- 視覺統籌：邱煥升（邱董）@拾荒文化影像有限公司

- 視覺執行：鐘麗婷、曾培語、徐瑜婷

- 動畫製作：

- 拾荒文化影像有限公司

- 邱煥升（邱董）、鍾麗婷、陳晏翎、鄭佳蓉

- 甘蔗影像工作室

- 形影像工作室Nas

- 蔡弘翊、呂祐梁、斯潔、陳紫蘋Lingo、徐瑜婷、曾培語

- 趨光影像Phototaxis

- 李恣昀Moles、馬嘉焄Macaca、張庭瑄Yaki、陳紫涵Joan、張惠淳

- 做工作設計ACT Creative

- 張釋文

- NOTCH設計製作：林旺廷

- 3D製作：Vincent Huang、龔愛（Rick3D）

- 美術設計：黃狗、莊禾

- 視訊素材攝影師：賴映伃、許世錦AGHSU

- 視訊素材燈光師：洪國城

- 視訊素材燈光助理：陳冠宇、陳金星